# Troina
Troina (AFI: [troˈina]; Trajina in siciliano) è un comune italiano di 8 295 abitanti del libero consorzio comunale di Enna in Sicilia.
Situata in un'area montuosa nella parte centrorientale dell'isola, fece parte della provincia di Catania fino al 1927.
Nel 1062, i Normanni la liberarono dalla dominazione araba, e Ruggero I di Sicilia, capo della spedizione militare normanna contro i Saraceni, proclamò Troina prima capitale della Contea di Sicilia. Dal luglio 2017 fa parte del club dei borghi più belli d'Italia.

## Geografia fisica

### Territorio
Troina è collocata all'estrema parte nordorientale del territorio provinciale ennese, al confine con le città metropolitane di Catania e di Messina.
Il suo territorio ha un'estensione di 168,28 km², la settima tra i comuni della sua provincia, e fa parte del Parco dei Nebrodi. Confina a nord con Cesarò e San Teodoro, comuni della Città metropolitana di Messina, a ovest con Cerami, a est con Bronte e Randazzo, comuni della Città metropolitana di Catania, a sud con Gagliano Castelferrato e Regalbuto.
Situato nella parte meridionale dei Nebrodi, dal punto di vista morfologico il suo territorio risulta essere in prevalenza montano. Il suo abitato sorge a ridosso di due monti, il Muganà e il San Pantheon, e la sua altitudine media è di 1121 m s.l.m., che varia da una quota minima di 257 m s.l.m. nella sua parte meridionale, a una quota massima di 1.242 m s.l.m., nella parte settentrionale. Troina è il comune più alto della sua provincia, e il quinto in Sicilia.
Il territorio di Troina presenta una delle più estese superfici boschive della Sicilia orientale, con i suoi 4.201 ha di proprietà demaniale, di cui 3.030 costituiti da bosco ceduo di faggio e cerro, e 416 destinati al pascolo.
Dal punto di vista idrografico, il territorio di Troina è attraversato dall'omonimo fiume, che è un affluente del Simeto, il cui percorso è sbarrato da una diga all'altezza del Lago di Ancipa, un bacino artificiale situato a 5 km a nord dall'abitato della cittadina al confine con San Teodoro, utilizzato per l'approvvigionamento idrico a scopo irriguo e a uso potabile.

### Clima
Il clima di Troina presenta inverni rigidi con nevicate moderate (in media 30-40 centimetri). Le estati sono calde ma non afose, e le temperature medie non raggiungono i 30 °C.
| TROINA             | Mesi | Mesi | Mesi | Mesi | Mesi | Mesi | Mesi | Mesi | Mesi | Mesi | Mesi | Mesi | Stagioni | Stagioni | Stagioni | Stagioni | Anno |
| TROINA             | Gen  | Feb  | Mar  | Apr  | Mag  | Giu  | Lug  | Ago  | Set  | Ott  | Nov  | Dic  | Inv      | Pri      | Est      | Aut      | Anno |
| ------------------ | ---- | ---- | ---- | ---- | ---- | ---- | ---- | ---- | ---- | ---- | ---- | ---- | -------- | -------- | -------- | -------- | ---- |
| T. max. media (°C) | 6,7  | 7,5  | 9,2  | 12,1 | 17,6 | 22,6 | 25,7 | 25,8 | 21,7 | 16,2 | 12,1 | 8,4  | 7,5      | 13,0     | 24,7     | 16,7     | 15,5 |
| T. min. media (°C) | 2,4  | 2,3  | 3,6  | 5,8  | 10,0 | 14,2 | 17,1 | 17,5 | 14,6 | 10,5 | 6,9  | 4,2  | 3,0      | 6,5      | 16,3     | 10,7     | 9,1  |

## Origini del nome
Il toponimo Troina è di incerta origine, tuttavia è però probabile che derivi dal greco Tarakinae (Ταρακιναί), modificato poi in Tragina (Τραγίνα), Trayna e Troyna. Altri nomi utilizzati in passato sarebbero stati anche Traiana e Trachina.
In epoca normanna, il centro era indicato con il nome Targinis. Secondo altre fonti, il termine Tragina (Τραγίνα) o Tragena, significherebbe in greco (da trágos, τράγος, "capra") "allevamento di capre", poi divenuto Traina, e in seguito per apofonia, Troina.
Gli abitanti sono detti troinesi.

## Storia

### Età preistorica
Il sito su cui sorge l'odierna città di Troina fu abitato fin dai tempi più antichi, e ciò è dimostrato da scavi archeologici effettuati negli anni, che hanno individuato insediamenti umani risalenti al Neolitico — una fattoria del 6000 a. C. — e la necropoli ancora visitabile e sita sul monte Muganà.

### Età antica
La fondazione di Troina risalirebbe all'epoca ellenistica della Sicilia, precisamente al 401 a.C., sotto il nome di Engyon da parte dei Cretesi. L'identificazione tra l'antica Engyon e l'odierna Troina, non è certa, ma si basa sulle testimonianze di storici antichi come Diodoro Siculo e Plutarco, alle quali gli studiosi danno credito.
Lo scrittore romano Cicerone identifica l'odierna Troina con l'antico villaggio greco denominato Imachera. Il medesimo, nelle sue Verrine la descrive come una città florida, capace di un contributo di ventimila sesterzi, frumentaria, e la indica come città decumana. In epoca romana, il villaggio di Imachera subì saccheggi e devastazioni ordinati da Gaio Licinio Verre, propretore della Sicilia. Dopo il crollo dell'Impero romano d'Occidente del 476, il villaggio fu devastato e distrutto dalle scorrerie dei Barbari.

### Età medievale

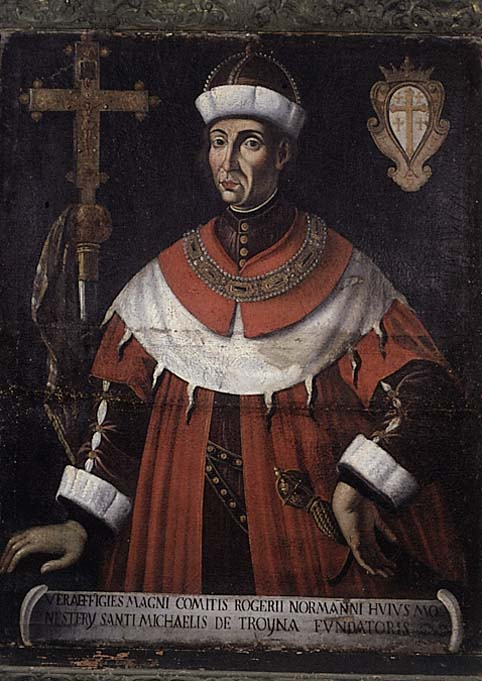
Ritratto di Ruggero I, collocato nella Cattedrale di Troina.

Nel 535 la Sicilia fu annessa all'Impero bizantino, a seguito della Guerra greco-gotica. Nella zona in cui sorgeva l'antica Imachera, il sito fu rifondato, e probabilmente fu in quell'epoca che comparve il toponimo Troina, poiché venne inizialmente denominato Drajna, poi successivamente corrotto in Dragina e Tragina. I Bizantini la colonizzarono, vi dominarono a lungo, e nella città introdussero il monachesimo orientale.
A partire dall'827, in Sicilia incominciarono le prime scorrerie degli Arabi, e Troina cadde in mano saracena nell'866 per opera delle truppe comandate dall'emiro Muḥammad ibn Khafāja. Gli Arabi inserirono Troina nel Val Demone. La città, la cui popolazione era a maggioranza di etnia greca, si dimostrò tra quelle più insofferenti alla dominazione islamica nell'isola, e da Troina, Giorgio Maniace principe e Vicario dell'Imperatore di Costantinopoli, inviato in Sicilia da Michele IV il Paflagone a capo di un corpo di spedizione bizantino, preparò la battaglia contro gli arabi stanziati a Cerami, che sconfisse nel 1040.
Nonostante ciò gli Arabi ripresero il controllo dei territori perduti, che mantennero fino a quando in Sicilia giunsero i Normanni guidati da Ruggero I d'Altavilla, che nel 1061 sbarcarono a Messina. I Normanni, con una forza di 300 cavalieri arrivarono a Troina nel 1062, e grazie anche al decisivo supporto della popolazione locale cacciarono gli occupanti saraceni. I troinesi, pur avendo appoggiato i Normanni nella cacciata degli Arabi dalla loro città, guidati da un certo Porino e irritati dall'insolenza dei loro soldati, in assenza del Gran Conte Ruggero che si trovava in battaglia a Nicosia, si sollevarono contro costoro, costringendo Ruggero a fare subito ritorno in città per sedare la rivolta. Lo scontro fra troinesi e Normanni durò quattro mesi, e i capi della ribellione, tra cui lo stesso Porino, furono catturati e impiccati.
Il Gran Conte Ruggero, che fallì l'assedio di Castrogiovanni, si riposò a Troina che elesse a sua dimora e la proclamò prima capitale della Sicilia liberata. Nel 1063, Troina e Cerami furono attaccate dai Saraceni, che avevano un'armata di 35.000 tra fanti e soldati, e furono respinti. La dominazione normanna fu tra le più importanti e significative della storia di Troina, che assistette così alla sua rinascita. In città la costruzione del castello e la prima costruzione di luogo di culto cattolico dopo la conquista e della prima cattedrale normanna di Sicilia fatta costruire dal Gran Conte Ruggero nel 1078, dedicata alla Vergine.
Nel 1082, il papa Urbano II celebrò una messa nella Cattedrale di Troina e ricompensò lo sforzo bellico contro le forze musulmane e la rinuncia normanna alla tradizione scismatica greco-basiliana con lo speciale privilegio dell'Apostolica legazia, ovvero il potere dato ai re di Sicilia di nominare direttamente i vescovi siciliani. Fu così istituita la Diocesi di Troina, e il Gran Conte Ruggero nominò il normanno Roberto, il quale però nel 1096 spostò la sede vescovile a Messina.
Città florida fino al periodo svevo, il centro di Troina conobbe una fase di declino politico ed economico sotto il dominio angioino. Gli Angioini furono cacciati dall'isola da parte degli Aragonesi, che stabilirono il loro dominio su di essa nel 1282, dopo aver costoro vinto nella Guerra del Vespro, e il re Federico III di Sicilia nel 1296 vendette Troina al nobile catalano Matteo d'Alagona. Successivamente, Troina passò sotto il dominio feudale dei Palizzi, dei Rosso e dei Moncada, con questi ultimi che la ebbero come baronia.
La città fu demanializzata nel 1398 da parte di re Martino I di Sicilia, che la confiscò al barone Pietro Moncada, a causa della condanna di fellonia emanata a carico del fratello maggiore Guglielmo Raimondo, marchese di Malta e Gozo. Il sovrano aragonese, a cui la città era fedele, per via della sua personale amicizia con il nobile troinese Francesco di Napoli, concesse la sua restituzione al demanio, nonché il privilegio ai cittadini di eleggere i propri officiali, con l'esclusione del capitano, e l'esenzione di ogni diritto di dogana e colletta. A un altro nobile troinese, Filippo Sbarbato, la regina-consorte Bianca di Navarra concesse nel 1411 la sua castellania.
Troina, nel periodo compreso tra l'XI e il XV secolo, fu dotata di ben trentasei diplomi e privilegi dai re normanni, svevi e aragonesi, e tra questi si ricordano in particolare i diplomi concessi dal Re Martino nel 1398, e dal re Alfonso V d'Aragona nel 1433, con cui ebbe l'appellativo di Civitas vetustissima, a riprova delle sue antichissime origini.

### Età moderna
Il primo documento che attesta la presenza di una comunità ebraica a Troina è datato al 1444. La comunità era composta da circa 80 persone. Essi vivevano presso la giudecca nella parte sud-occidentale della città, nell'attuale quartiere di San Procopio dove era presente una sinagoga grazie al supporto di fonti del 1485 e successive. Lavoravano presso la Cunziria, sotto la Torre Capitania dedicandosi al commercio e all'artigianato. Con l'editto di espulsione del 1492 molti decisero di restare convertendosi al cristianesimo. Un retaggio di quel passato lo si conserva in alcuni dei cognomi di chiara origine ebraica.
Tra il XV e il XVI secolo la cittadina conobbe una forte espansione urbana, perse il rilievo militare divenendo centro di interesse culturale e religioso con la costruzione di biblioteche e archivi che custodivano documenti di grande importanza e anche opere pie gestite dai monaci basiliani.
Il 16 ottobre 1535, proveniente da Nicosia, passò a Troina l'imperatore Carlo V d'Asburgo, che reduce dalla vittoriosa guerra di Tunisi vi alloggiò nel convento dei frati francescani per tre giorni, e si recò in seguito a Randazzo.
Nel 1575, in Sicilia si diffuse una grave epidemia di peste, che a Troina fece 1.200 vittime. La malattia fu debellata, anche grazie all'intervento dell'epidemiologo regalbutano Gianfilippo Ingrassia.
Al XVII secolo risale l'edificazione del Borgo, ma il nuovo sviluppo urbanistico della città subì un arresto a causa dei violenti terremoti del 1643 e del 1693. Nel 1644, il re Filippo IV di Spagna, a causa di problemi fiscali, vendette Troina al messinese Marco Antonio Scribani Genovese, ma fu subito riscattata e ridemanializzata grazie all'intervento del monsignore troinese Vincenzo Napoli, vescovo di Patti, che sborsò il denaro per il reintegro al demanio della città.
Nel Settecento, a Troina il potere era detenuto da un'élite formata dalla nobiltà e dal clero, con quest'ultimo intenzionato a riportare l'antica sede vescovile in città, ma ciò non fu possibile poiché papa Pio VII nel 1817 eresse la diocesi di Nicosia, di cui entrò a far parte.

### Età contemporanea
Tra la fine del XVIII secolo e l'inizio del XX, Troina vide crescere la propria popolazione, che al 1798 risultava essere di 7.001 abitanti, per poi passare ai 7.408 del 1831, e ai 9.314 del 1852.

In epoca borbonica, con la riforma dell'amministrazione voluta dal re Ferdinando I delle Due Sicilie del 1817, Troina fu inserita nella Provincia di Catania, e compresa nel Distretto di Nicosia. Pochi cittadini troinesi presero attivamente parte ai moti rivoluzionari contro la Corona borbonica del 1820-21 e del 1848.
Dopo l'annessione della Sicilia al nascente Regno d'Italia, nel 1861 venne soppresso il Distretto di Nicosia, e Troina fu inserita nel Circondario di Nicosia, istituito col Decreto Rattazzi che definiva la nuova suddivisione amministrativa nei territori passati sotto la Corona sabauda, e fu capoluogo di un proprio mandamento (VII), di cui faceva parte anche il comune di Cerami.
Le condizioni socio-economiche di Troina rimasero immutate. Si aggravò la situazione dei contadini che nel 1898 furono protagonisti di una rivolta popolare con manifestazioni davanti al municipio, che furono duramente repressa e causò la morte di 8 dei rivoltosi e il ferimento di molti altri. Il permanere delle difficili condizioni di vita dei contadini troinesi e delle loro famiglie, spinse molti di loro a lasciare la propria cittadina per cercare fortuna altrove, e così a partire dagli anni dieci del XX secolo ebbe inizio il fenomeno dell'emigrazione di massa, che interesserà il centro nebroideo anche nei decenni successivi.
Durante il Fascismo, Troina, assieme agli altri comuni facenti parte del soppresso Circondario di Nicosia, fu inserita nella Provincia di Enna, istituita nel 1927. Il governo fascista, che fece entrare l'Italia in guerra al fianco della Germania nazista nel 1940, cadde tre anni più tardi, poiché nel luglio del 1943, gli Alleati con l'Operazione Husky, occuparono la Sicilia, e tra l'1 e il 6 di agosto, il territorio di Troina diviene campo di una storica battaglia tra le forze terrestri dell'Asse e quella statunitense, che avanzavano verso Messina, a contrastare la resistenza della divisione italiana Assietta e di un nucleo di militari tedeschi arroccati in paese. I giorni di battaglia, cruenti e nefasti per la popolazione troinese, causarono più di 300 vittime civili, e la distruzione di gran parte del suo abitato per opera dei violenti bombardamenti dell'aviazione angloamericana.
Nell'immediato dopoguerra, in cui Troina si ritrovò tra le macerie, venne avviata la ricostruzione, e l'opera più importante del periodo fu la Diga Ancipa, i cui lavori ebbero avvio nel 1949. Grazie a quest'opera, l'economia di Troina e degli altri comuni interessati cambiò: per merito di questi cantieri che si dislocavano su vasta scala, in questi paesini sorsero soprattutto attività commerciali oltre che lavoro per i giovani dell'epoca, assunti come manovalanza e, soprattutto, come muratori. I lavori per la costruzione della diga nell'Ancipa si conclusero nel 1953, ma durante il loro svolgimento, nel 1950 si verificò un grave incidente sul lavoro che causò la morte di 13 lavoratori.
Al termine dei lavori per la costruzione della diga, a Troina riprese l'emigrazione, che fu più massiccia rispetto ai primi decenni del XX secolo e comportò un calo demografico notevole: dai 14.075 abitanti censiti nel 1951, la popolazione di Troina scese agli 11.853 del 1971, per poi calare ulteriormente ai 9.628 del 2011.

### Simboli
Lo stemma del comune di Troina è così descritto dallo statuto comunale:
(Statuto comunale, art. 2 Sede, stemma e gonfalone)
Il gonfalone riproduce lo stemma comunale su fondo partito di azzurro e di rosso, ornato con ricami d'argento.

## Monumenti e luoghi d'interesse

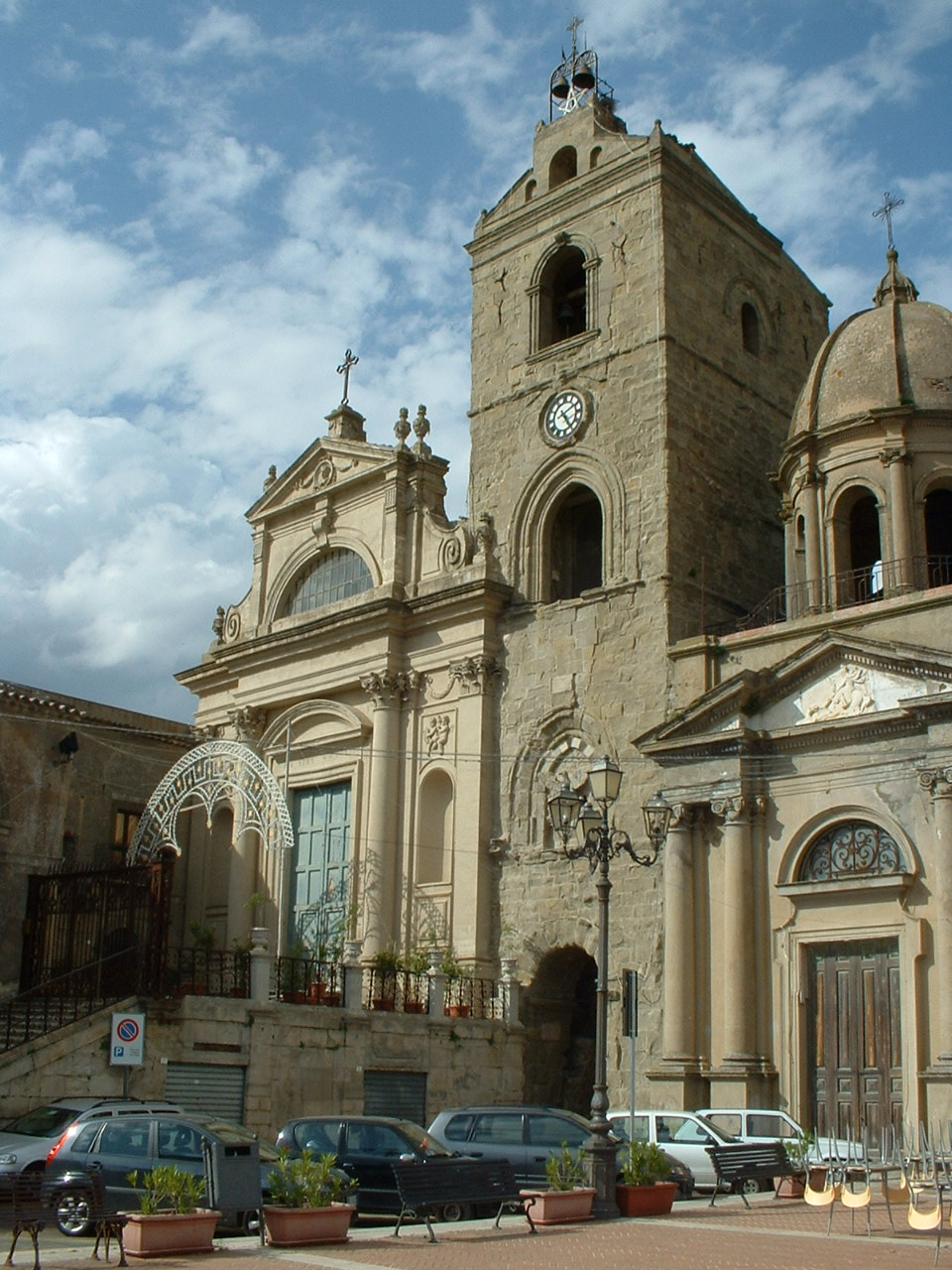
Cattedrale Maria Santissima Annunziata (1080) sulla destra, torre campanaria e Chiesa di san Giorgio (XV sec.), sulla sinistra.

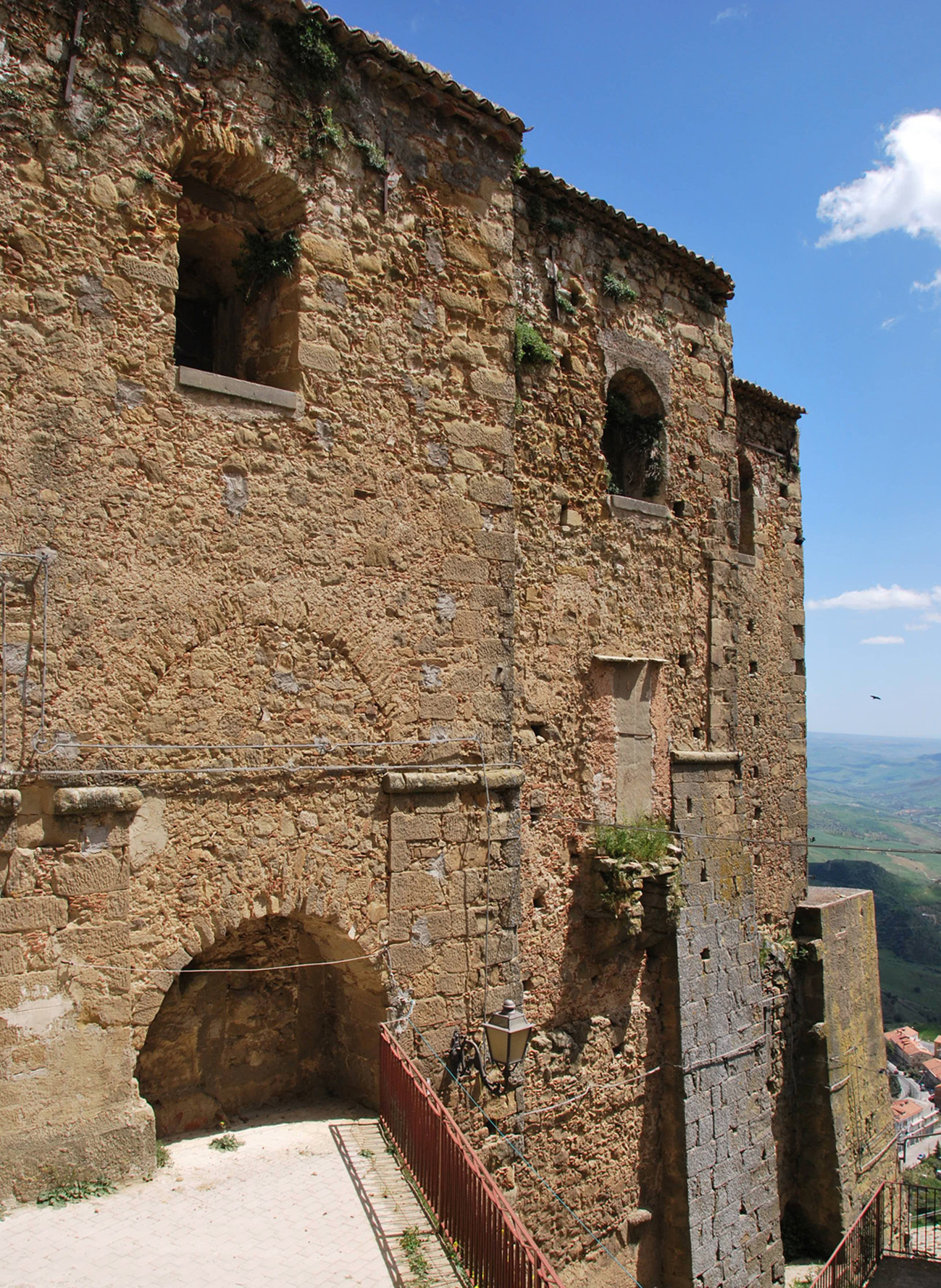
Chiesa di Maria Santissima Immacolata

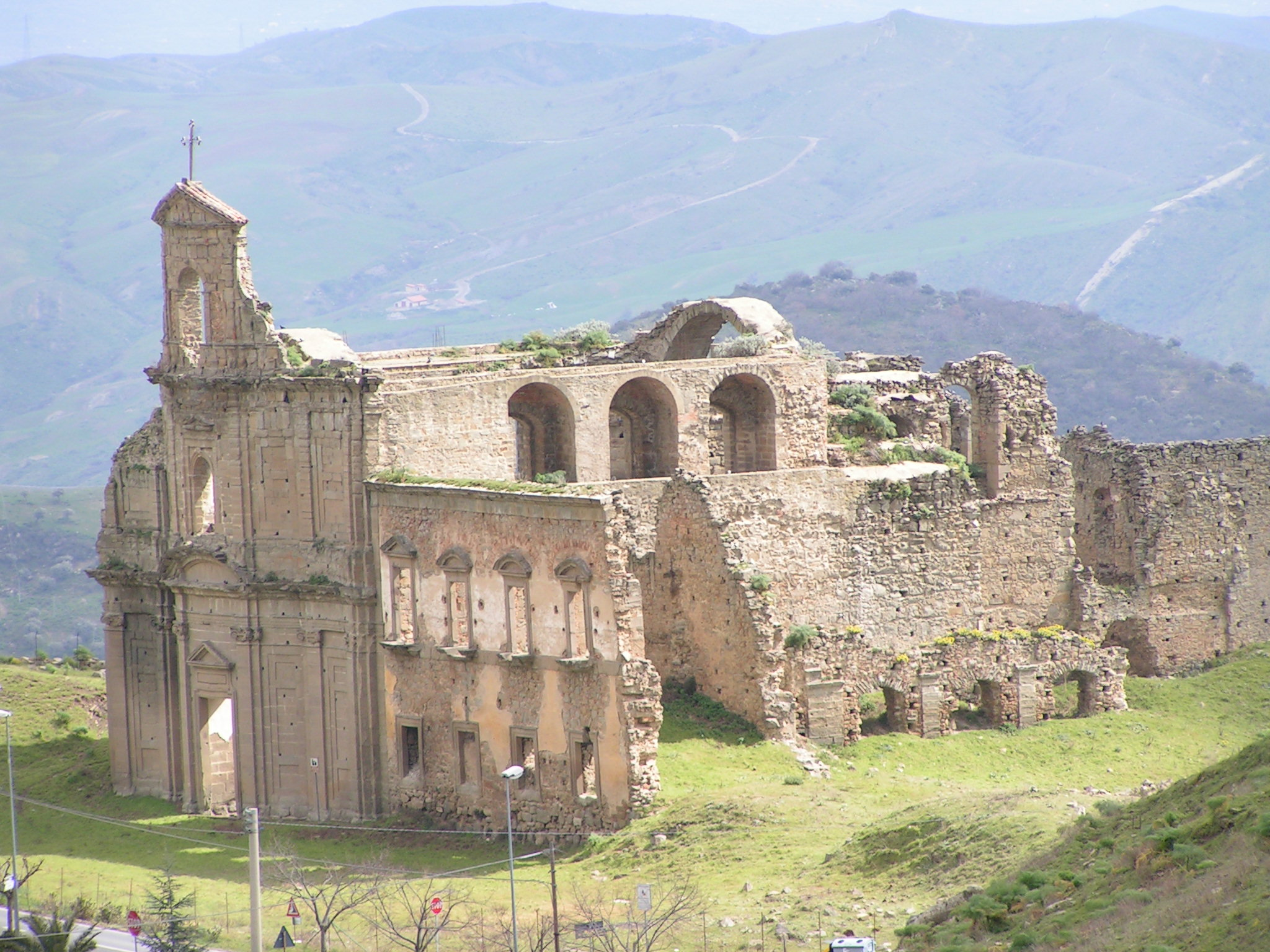
Ruderi del monastero basiliano di San Michele Arcangelo

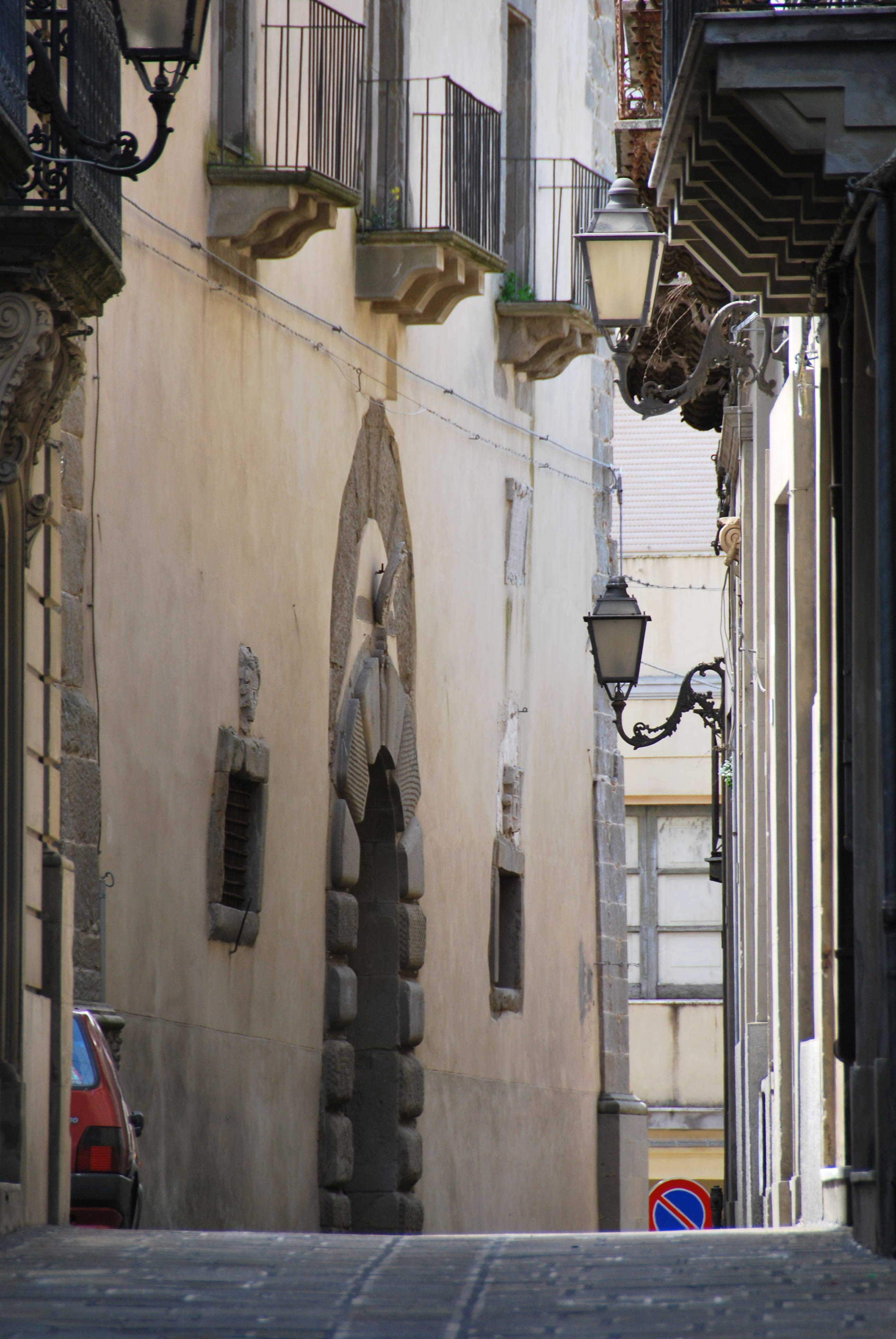
Torre Capitania

### Architetture religiose
- Abbazia di San Michele Arcangelo Vecchio, sito risalente al 1062
- Abbazia di San Michele Arcangelo Nuovo, sito riedificato nel XVIII secolo. Nei pressi i ruderi della chiesa della Catena, l'antica necropoli e resti murari.
- Ex cattedrale di Maria Santissima Assunta, risalente all'XI secolo
- Chiesa del Collegio di Maria Addolorata, edificata nel XVIII secolo
- Chiesa del Rosario, del XVII secolo
- Chiesa del Santissimo Salvatore, impianto del XIV secolo
- Chiesa della Madonna del Soccorso
- Chiesa della Santa Famiglia di Nazareth, del XXI secolo
- Chiesa di Maria Santissima Immacolata
- Chiesa di Maria Santissima del Carmelo e convento dell'Ordine, del XVI secolo
- Chiesa di San Biagio, del XVIII secolo
- Chiesa e convento di San Francesco, edificata nel 1470, oggi sede della biblioteca comunale
- Chiesa di San Giorgio, ex cappella del monastero dell'Ordine benedettino XIV secolo
- Chiesa di San Giovanni di Dio, Casa dei Fatebenefratelli, resti del XVI secolo
- Chiesa di Santa Lucia, del XV secolo
- Chiesa di San Matteo, del XV secolo
- Chiesa di San Nicolò alla Piazza, impianto del XIII secolo
- Chiesa di San Nicolò in Scalforio, impianto del XII secolo
- Chiesa di San Rocco in Scalforio, del XVIII secolo
- Chiesa di San Sebastiano, edificata nel XX secolo
- Chiesa di San Silvestro, edificata nel XVII secolo
- Chiesa di Santa Caterina d'Alessandria XVIII secolo
- Chiesa di Santa Maria degli Angeli e convento dell'Ordine dei frati minori cappuccini, edificata nel 1570
- Chiesa di Sant'Agostino e convento dell'Ordine, edificata nel XVI su impianto del XIV secolo
- Oratorio dei Bianchi, risalente al 1088

### Architetture civili
- Casa Calandra, del XIX secolo
- Casa Poeta, del XIV secolo
- Casa Saitta, del 1904
- Casa Siciliano, del XX secolo
- Palazzo Pintaura, del XVI secolo
- Palazzo Sollima, del XX secolo
- Palazzo Stazzone, del XVII secolo
- Torre Capitania, impianto XII secolo

### Architetture militari
- Castello Normanno di Ruggero, fortezza a tre torri edificata nel 1061, su preesistente edificio del V secolo a.C.
- Ponte Medievale di contrada Failla
- Cinta muraria e Necropoli Monte Muganà

### Altro
Principale piazza di Troina è la Piazza Conte Ruggero, situata nella parte più alta del centro storico, da dove è possibile osservare l'Etna, la costa del Mar Jonio e il monte San Pantheon. Dalla parte opposta i boschi dei Nebrodi e il lago Sartori. Nella piazza si trovano tre chiese (la Cattedrale, la Chiesa del Santissimo Rosario e l'Oratorio dei Bianchi) e il municipio.
Il centro storico di Troina si sviluppa lungo la via Conte Ruggero, il cui percorso ha inizio dalla piazza omonima e termina a sud nel quartiere Santa Lucia, e vi si trovano la Torre Capitania, la Chiesa e convento di San Francesco. Arteria importante è la via Garibaldi, strada ripida in salita che congiunge la parte bassa di Troina con la parte alta, ossia il Borgo.
Il centro storico inoltre risulta essere peculiare grazie all’intrecciarsi di una fitta rete di vicoli e scalinate che offrono a chi li percorre un’ampia visuale sul panorama circostante.

## Società

### Evoluzione demografica
Abitanti censiti

La popolazione di Troina è in costante calo dagli anni cinquanta del XX secolo. Fino alla fine degli anni novanta il regresso demografico era perlopiù dovuto ai valori negativi del saldo migratorio, e attenuato dai valori positivi del saldo naturale, ma dal 2002 entrambi gli indicatori registrano valori negativi, e da allora essendo il calo più accentuato la popolazione è scesa sotto quota 10.000 unità.
Al 31 dicembre 2017, a Troina il numero dei nati risultava essere di 65 unità (7,0‰), quello dei decessi di 134 unità (14,5‰), da cui si ottiene un saldo naturale negativo di 69 unità (- 7,5‰)[1]. Negativo anche il valore del saldo migratorio pari a 39 unità.[1] In aumento l'indice di vecchiaia, passato dal 136,9 del 2002, al 198,5 del 2017, tra i più elevati della provincia; nel 1991 lo stesso indice era dell'85,2, e ciò significa che Troina è uno dei comuni siciliani in cui l'invecchiamento della popolazione procede più rapidamente.
I flussi migratori in uscita dei cittadini troinesi, cominciati a inizio XX secolo, furono più intensi nel secondo dopoguerra, ed erano diretti sia nelle regioni italiane settentrionali sia all'estero, in particolare nei paesi del Nord Europa, ma una quota significativa di essi è emigrata anche verso Catania, città nella quale risiede stabilmente una comunità di origine troinese stimata a oltre 1.000 persone.

### Etnie e minoranze straniere
Al 31 dicembre 2017, la popolazione straniera regolarmente residente a Troina risultava essere di 172 unità, corrispondente all'1,7% del totale, e la comunità più numerosa risultava essere quella proveniente dalla Romania con 90 presenze.

### Lingue e dialetti
Il subdialetto troinese appartiene al gruppo dei dialetti siciliani metafonetici centrali, ma ha delle sue peculiarità.
La parlata di Troina si distingue dalle altre della sua zona nella fonetica e nel lessico, e per la posizione geografica del centro nebroideo, è detto "dialetto di confine", in quanto contaminato da elementi idiomatici dei dialetti parlati nei comuni delle province di Catania e Messina con cui il suo territorio confina.

### Religione
Il Cristianesimo si diffuse a Troina dopo il I secolo, e ciò è dimostrato dal fatto che la prima chiesa fu edificata nel 170 ed era intitolata al culto dei Santi Pietro e Paolo. Nel 1082, fu la prima città siciliana a essere elevata a sede vescovile dopo la fine dell'occupazione islamica, con diploma concesso dal Gran Conte Ruggero, su richiesta dei cristiani troinesi, sia di rito latino sia di rito greco.
I Normanni introdussero il culto della Madonna Santissima Assunta, che nominarono patrona e castellana di Troina. Nel XV secolo fu introdotto il culto di Nicola da Tolentino, che divenne santo patrono, per poi essere sostituito dopo il 1575 dal culto del monaco basiliano troinese Silvestro, acclamato patrono dai suoi concittadini, che attribuirono a un suo miracolo la fine dell'epidemia di peste che colpì la cittadina in quel periodo.
La religione più praticata a Troina è il Cattolicesimo.

### Tradizioni e folclore

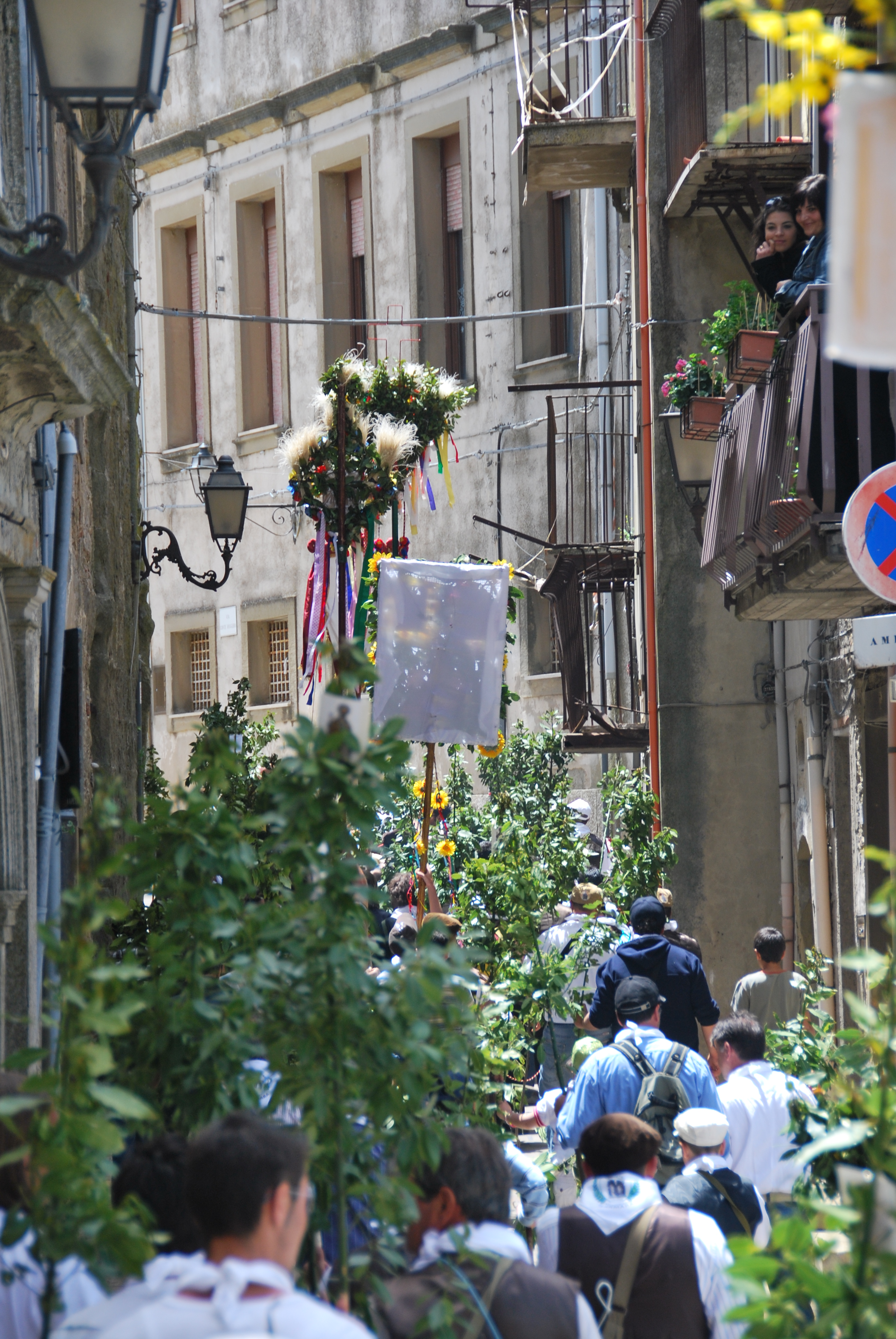
La sfilata dei Rami nella festa patronale di San Silvestro.

A Troina le tradizioni più importanti sono legate alle festività in onore al patrono San Silvestro, dove si intrecciano aspetti religiosi e laici, e che si svolgono quattro volte l'anno:
- il 2 gennaio vengono celebrate le messe in onore al Santo Patrono;[66]
- nel mese di maggio, si svolgono le sfilate dei Rami e della Ddarata, rispettivamente la penultima e l'ultima domenica del mese, che sono due pellegrinaggi votivi offerti al Santo;[66]
- il primo sabato di giugno si svolge la processione per le vie della città, in cui vengono trasportate le reliquie del Santo.[66] Il giorno seguente, nel primo pomeriggio si svolge il corteo storico della Cavalcata o Kubàita, nel quale si ricorda l'ingresso a Troina dell'imperatore Carlo V, e nel tardo pomeriggio avviene il passaggio della Vara che trasporta il simulacro di San Silvestro.[66] Il lunedì si concludono le festività con il rientro del simulacro del Santo dalla Chiesa di San Silvestro alla Chiesa Madre.[66]
- il 9 settembre viene trasportato in processione il simulacro del Santo patrono sulla "Vara", fino alla Chiesa di Sant'Agostino dalla quale ritornerà in Chiesa Madre, sempre in solenne processione, quindici giorni dopo.[66]

Altre festività religiose che si svolgono ogni anno a Troina sono quelle in onore di San Giuseppe il 19 marzo, di Sant'Antonio Abate il 13 luglio, della Vergine Assunta compatrona della città il 15 agosto, e di San Rocco il 16 agosto.
Per quel che riguarda le festività laiche, nel mese di febbraio si svolge il carnevale con una sfilata dei gruppi e dei costumi in maschera per le vie della città, con finale e premiazione in piazza Matteotti.

### Istituzioni, enti e associazioni
A Troina sorge una sede del Dipartimento della Protezione Civile. Importante istituzione pubblica è l'Azienda Speciale Silvo Pastorale di Troina, istituita nel 1963 dal Comune di Troina, che si occupa della conservazione, del miglioramento e della valorizzazione del patrimonio boschivo e florofaunistico del territorio.
Fino agli anni quaranta del XX secolo, a Troina aveva sede un ospedale pubblico, l'Ospedale Civile di Sant'Andrea Apostolo, fondato nel 1592 dai Padri dell'Ordine dei Fatebenefratelli.

### Qualità della vita
Nel 2011 si registrava un tasso di disoccupazione del 23,4%, un dato molto alto, superiore sia alla media regionale (21,8%) sia nazionale (11,4%), comunque in diminuzione rispetto al 1991 e al 2011, quando i livelli di disoccupazione si attestavano rispettivamente al 31,4% e 27%. Più drammatico è il dato relativo alla disoccupazione giovanile, che sempre nel 2011 era attestata al 51,6%, contro il 69,3% del 1991 e il 64,4%.
Il calo del numero dei disoccupati a Troina non può pertanto essere attribuito all'aumento di opportunità di lavoro, ma a due fattori, l'invecchiamento della popolazione che comporta la diminuzione della quota di persone in età da lavoro, e l'emigrazione dei giovani troinesi, che seppur di dimensioni inferiori ai decenni precedenti, registra comunque livelli preoccupanti.
Il comune nebroideo presenta molte carenze per quel che concerne i servizi offerti alle persone e alle imprese.

## Cultura

### Istruzione

#### Archivi e biblioteche
A Troina si trova un archivio storico comunale in cui sono conservati documenti storici, politici e amministrativi riguardanti la città a partire dal 1398.
La biblioteca comunale, nata come biblioteca "circolante" e divenuta tale nel 1979, possiede un patrimonio librario di oltre 12.000 volumi.

#### Ricerca
Dal 1986, Troina è sede di un Istituto di ricovero e cura a carattere scientifico (IRCCS), l'Associazione Oasi Maria Santissima, fondato nel 1953.

#### Scuole
Nel territorio di Troina hanno sede quattro scuole dell'infanzia, cinque scuole di istruzione primaria, una scuola di istruzione secondaria, e un istituto scolastico superiore che raggruppa quattro indirizzi (costruzioni, liceo scientifico, ragioneria, alberghiero).

#### Musei
A Troina hanno sede due musei: il museo della Fotografia di Robert Capa, inaugurato nell'ottobre 2021 nei locali denominati "Pretura", sulla piazza principale del paese, ed il complesso espositivo "Torre Capitania", che si configura come un museo civico multidisciplinare. Il museo della fotografia di Robert Capa, è l'unico in Europa interamente dedicato agli scatti del celebre fotoreporter scattati durante l'operazione Husky, contiene ben 62 scatti, di cui 22 inediti. Il complesso della Torre Capitania ospita invece: un Antiquarium Archeologico, un Lapidarium ed una Pinacoteca d'arte Moderna.

### Media
Lo sviluppo dell'emittenza televisiva privata in Italia alla fine degli anni settanta del Novecento, interessò anche Troina, dove l'Associazione Oasi Maria Santissima di Padre Ferlauto fondò Oasi TV, canale tematico dedicato ai temi sociali e della disabilità, affiliata al circuito Telepace, che trasmetteva anche sul satellite, e le cui trasmissioni sono cessate nel 2010.
La stessa associazione controlla la casa editrice Città Aperta Edizioni s.r.l.

### Teatro
A Troina non esiste un teatro comunale, ma l'attività teatrale nella cittadina viene svolta alla Sala dei Cinquecento de La Cittadella dell'Oasi, di proprietà dell'Associazione Oasi Maria Santissima.

### Cucina
La cucina troinese, tipicamente rustica e montana, comprende molte specialità eno-gastronomiche peculiari, e risente delle influenze greca, araba, normanna e spagnola.
Uno dei piatti tipici è la piciocia, una tipologia di polenta fatta con farina di cicerchia e condita con salsiccia, pancetta, finocchio selvatico o cardi selvatici. La pasta, elemento importante della cucina siciliana, è presente con la pasta 'ncaciata, a base di maccheroni, carne al sugo, cavolfiore, tuma e mollica, e la pasta tappi tappi, preparata con sfoglia irregolare fatta in casa, broccoli, pomodoro e ricotta salata.
Molti sono i piatti a base di carne, soprattutto suina, e trattandosi di una cittadina dei Nebrodi, viene fatto largo uso della carne ricavata dal Nero dei Nebrodi con la produzione di salumi. Una specialità a base di carne è l'agnello o capretto ‘ntuttera, ripiena con formaggio, pancetta, e aromi, rosolata con vino e sugna all'interno di un tegame in terracotta e sui fornelli.
Altra specialità è il cavolfiore o stutacannili a fugatieddu, preparato con verdure cotte, formaggio, salsiccia, olive e spezie. Specialità culinaria troinese molto conosciuta è la vastedda cu sammucu, una focaccia farcita aromatizzata con i fiori di sambuco e riconosciuta come prodotto tipico dal Ministero delle politiche agricole alimentari e forestali.
Per quel che concerne le specialità dolciarie, esse sono numerose, e tra queste le più note sono gli ‘nfasciatieddi, a base di "vino cotto di fichidindia", glassati con lo stesso vino cotto e guarniti con mandorle e noci tostate, i cudduri e pasticciotti, paste a base di mandorle, pistacchi, nocciole tritate, fichi secchi, vino cotto e zucchero, preparate durante le feste natalizie.

## Geografia antropica

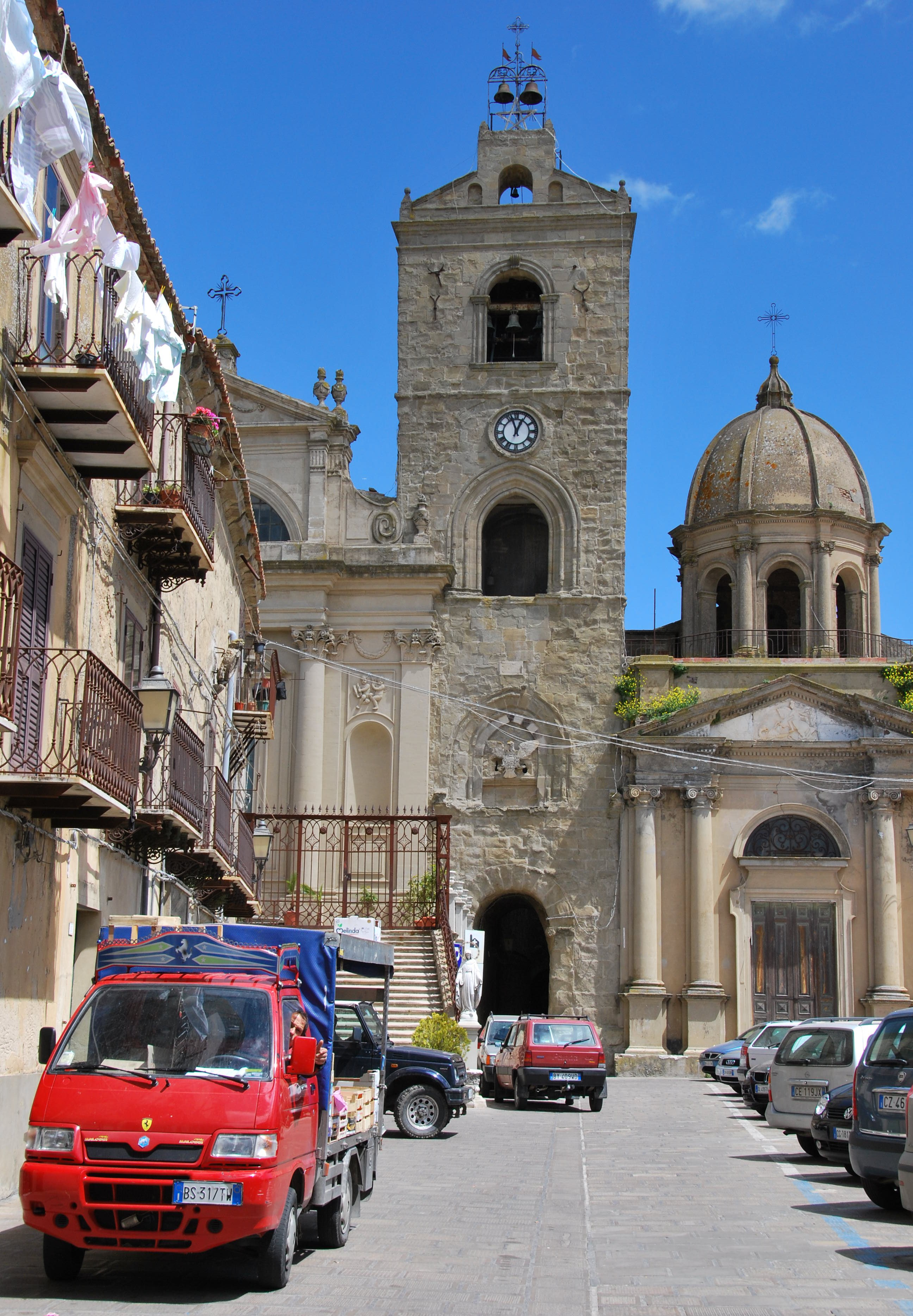
Piazza Conte Ruggero

Via Garibaldi

### Urbanistica
La struttura urbanistica di Troina è quella di un caratteristico borgo medievale, poiché si trova situata a una quota molto elevata. Lo sviluppo dell'abitato nella odierna posizione risale all'XI secolo con la venuta dei Normanni, che edificarono la città all'interno di un recinto fortificato. Esso corrisponde all'odierno centro storico, caratterizzato da vie strette, tortuose, molte delle quali non carraie, con presenza di scale e vicoli ciechi. Irregolare è la tipologia degli edifici presenti nel centro storico di Troina, che si presentano vari stili architettonici, poiché edificati in epoche differenti, dal Cinquecento all'Ottocento.
A partire dagli anni cinquanta e sessanta del Novecento, Troina fu interessata da un processo di espansione urbanistica che portò allo sviluppo di nuovi quartieri e di nuove strade, larghe e percorribili dai veicoli, e la costruzione di edifici regolari con palazzine di due o tre piani, in molti casi con la tipica struttura a "schiera". La parte "moderna" è quella dov'è concentrata gran parte della popolazione di Troina.

### Suddivisioni storiche
Il territorio comunale di Troina prevede una suddivisione storica e planimetrica in nove quartieri. Cinque dei nove quartieri sono situati nel suo centro storico, ed essi sono Borgo, Piazza Vecchia, San Basilio, Santa Lucia e Scalforio.
Nella parte orientale, al confine con il centro storico, sorge il quartiere Corso. Fuori dal centro storico, sono situati i quartieri periferici Castile e Mulino a Vento, a ovest, e San Michele a est.

### Contrade
Nel territorio di Troina non sono presenti frazioni, ma sono presenti numerose contrade:
Accumato, Affitto, Alarconi, Alberata, Barbo, Bentivegna, Berlucedde, Bonfiglio, Buscemi, Camatrone, Carchiolo, Cardone, Carmine, Carzopillo, Cauciri, Ciappulla, Colla, Corona, Corvo, Costagrande, Costantino, Cota, Crisaffe, Cugno di Troina, Episcopo, Ferraro, Fontanelle, Fosso Sambuco, Franca, Gabellazza, Giuliano, Gugliatore, L'Episcopo, La Menta, Lancipestato Lapiscio, Larciru, Lavanche, Manoce, Magazzeno, Monastra, Muto, Napoli, Palumbo, Paratore, Passo Romano, Pedecaro, Petrame, Pettinato, Pianazzi, Piccioniere, Pizzo San Pietro, Plumari, Polizzi, Pratofiorito, Purrazzo, Radicone, Rovetto, Russo, Saluzzo, San Cono, San Mercurio, San Paolo, Santa Domenica, Samperi, Sanguisuga, Schiddaci, Schinocca, Serezie, Serramentieddu, Sollima, Squillaci, Stagliata, Stingi, Tromba, Vitale, Zino.

## Economia
L'economia di Troina si basa fondamentalmente sull'agricoltura e l'allevamento, favorite dall'estensione di vaste zone a pascolo e boschive. Cospicua è la produzione di grano, foraggi, olive, mandorle e frutta, rilevante è l'allevamento di bovini, ovini ed equini.
Discretamente sviluppate si presentano le attività artigianali, perlopiù di lavorazione del ferro e della pietra, poco sviluppate quelle manifatturiere e fatto di imprese di piccole dimensioni. Rilevante è invece la presenza in tutto il territorio comunale di attività commerciali e di attività legate al settore della ristorazione. Discreta la presenza di strutture turistico-ricettive di tipo alberghiero.
In contrada Radicone, sorge una centrale idroelettrica dell'Enel, costruita nel dopoguerra contemporaneamente alla diga dell'Ancipa, che, ristrutturata e inaugurata nel 2011, produce energia elettrica per oltre 20.000 famiglie.

## Infrastrutture e trasporti

### Strade
I principali assi viari extraurbani che attraversano il territorio comunale sono, la Strada statale 120 dell'Etna e delle Madonie e la Strada statale 575 di Troina. La SS 120 attraversa la parte settentrionale dell'abitato di Troina e parte del suo centro storico, la Ss 575 ha inizio dal suo centro abitato e con percorso tipicamente di montagna, assume direttrice sud-est fino alle contrade Ciappulla e di Ferraro. Da qui prosegue costeggiando il fiume di Sotto di Troina per quasi tutto il suo percorso. A pochi chilometri dalla foce, la strada vira verso est, innestandosi sulla Strada statale 121 Catanese presso Ponte Maccarone, sul fiume Simeto.
Troina è inoltre servita da alcune strade provinciali:
- strada provinciale 34, che la collega a Gagliano Castelferrato;
- strada provinciale 34, che conduce all'Ancipa;
- strada provinciale 55/A Corona-Licciardello;
- strada provinciale 55/B che incrocia con la SS 575.[89]

### Mobilità urbana
A Troina è attivo un servizio di trasporto pubblico locale espletato dai bus navetta, che collega piazza Conte Ruggero con il piazzale Sant'Agostino.

## Amministrazione
| Periodo        | Periodo        | Primo cittadino                | Partito                        | Carica  | Note |
| -------------- | -------------- | ------------------------------ | ------------------------------ | ------- | ---- |
| 26 giugno 1994 | 19 giugno 1998 | Giuseppe Scorciapino           | Indipendente                   | Sindaco |      |
| 20 giugno 1998 | 3 giugno 2003  | Giuseppe Artimagnella          | Liste Civiche (centrodestra)   | Sindaco |      |
| 4 giugno 2003  | 8 luglio 2008  | Angelo Trovato                 | Liste Civiche (centrosinistra) | Sindaco |      |
| 9 luglio 2008  | 10 giugno 2013 | Salvatore Costantino Carchiolo | Liste Civiche (centrodestra)   | Sindaco |      |
| 11 giugno 2013 | 11 giugno 2018 | Fabio Venezia                  | Liste Civiche (centrosinistra) | Sindaco |      |
| 12 giugno 2018 | In carica      | Fabio Venezia                  | Liste Civiche (centrosinistra) | Sindaco |      |

### Gemellaggi
- Coutances, dal 1993;[91]
- Hauteville-la-Guichard, dal 1993.[91]

## Sport

### Calcio
- L'A.S.D. Troina 1968 ha militato per diversi anni in Serie D, sfiorando anche la promozione tra i professionisti, in Serie C, nella stagione 2017-2018. Promozione svanita con la sconfitta ai calci di rigore nello spareggio giocato allo Stadio Oreste Granillo di Reggio Calabria contro i calabresi della Vibonese.
- L'A.S.D. Città di Troina, considerata erede della squadra sopracitata, milita in Prima Categoria.

### Impianti sportivi
Maggiore impianto sportivo di Troina è rappresentato dallo stadio comunale "Silvio Proto", dove la locale squadra di calcio disputa le proprie partite interne. Dotato di un terreno di gioco in erba sintetica, ha una capienza massima di 1.000 spettatori su due tribune.
Altri impianti sportivi sono la palestra comunale costruita negli anni ottanta, e un palazzetto dello sport, quest'ultimo inaugurato nel 2017 e intitolato a Nelson Mandela.

## Galleria d'immagini

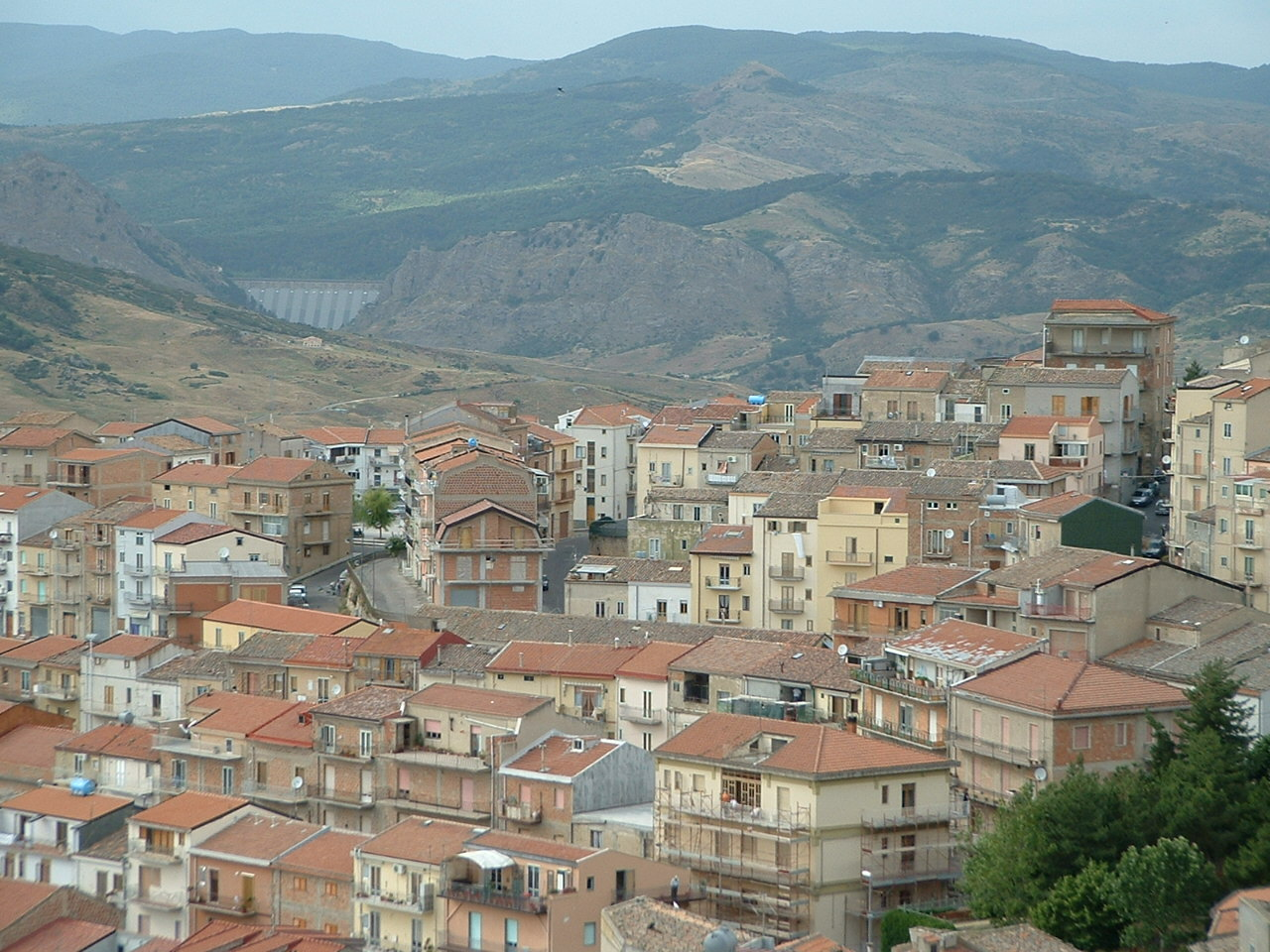
I tetti di Troina e sullo sfondo la diga dell'Ancipa.
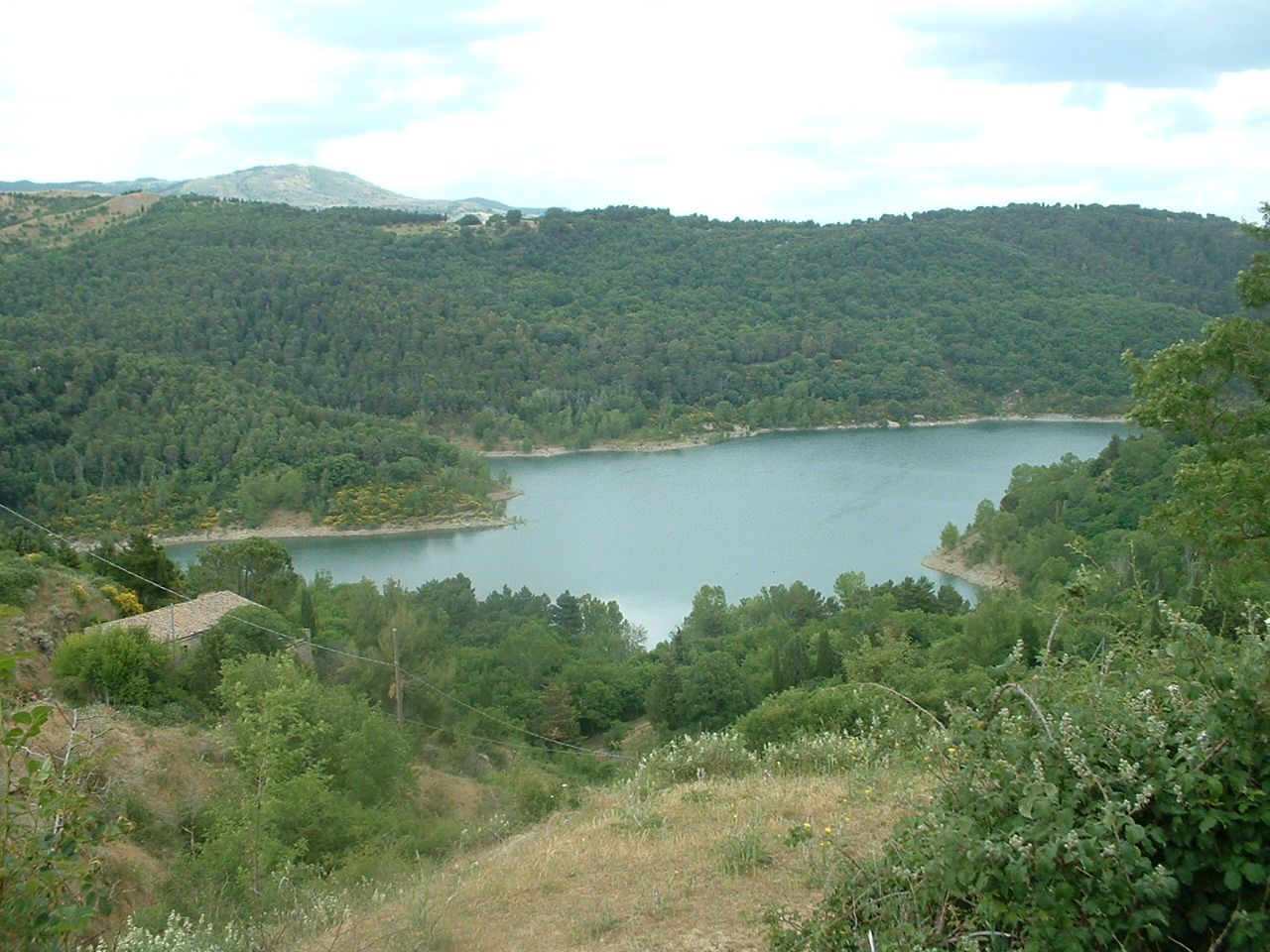
Il lago dell'Ancipa.
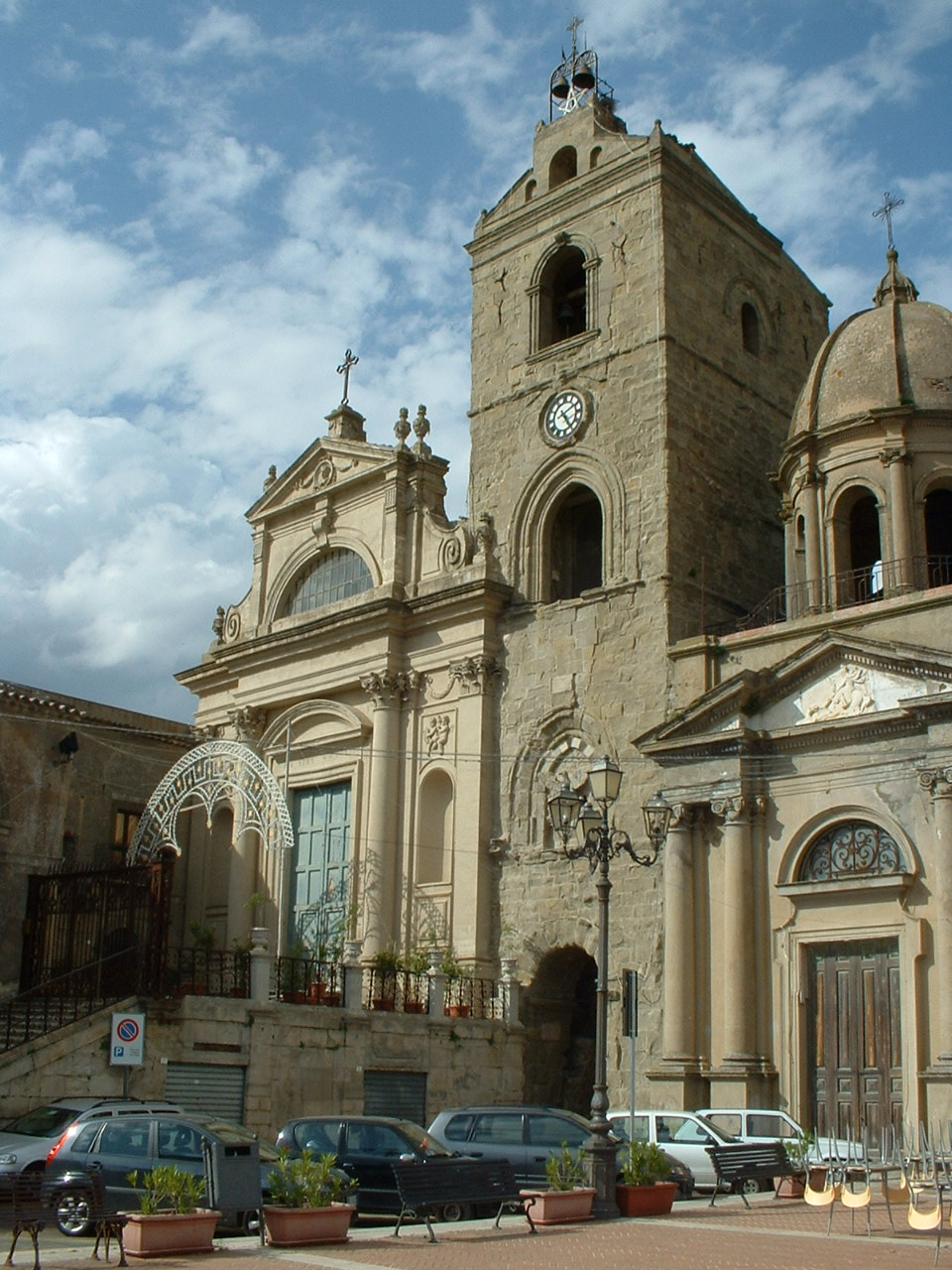
La Cattedrale di Maria Ss. Assunta e la chiesa di san Giorgio.